# Pleuroflammula
Pleuroflammula P. Karst. – rodzaj grzybów z rodziny ciżmówkowatych (Crepidotaceae).

## Systematyka i nazewnictwo
Pozycja w klasyfikacji według Index Fungorum: Crepidotaceae, Agaricales, Agaricomycetidae, Agaricomycetes, Agaricomycotina, Basidiomycota, Fungi.
Takson ten utworzył Rolf Singer w 1946 r.
Gatunki występujące w Polsce:
- Pleuroflammula tuberculosa (Schaeff.) E. Horak 1986 – tzw. łuskwiak gruzełkowany

Nazwy naukowe na podstawie Index Fungorum. Nazwy polskie według Władysława Wojewody.